# 孔元素
孔元素（？—？），会稽山阴人，孔子后裔，代次不详，孔佥哥哥的儿子。孔元素擅长三礼，富有盛名，但不幸早卒。